# FK Čukarički
Maillots
Le Fudbalski Klub Čukarički (en serbe : Фудбалски Клуб Чукарички), plus couramment abrégé en FK Čukarički, est un club serbe de football fondé en 1926 et basé à Belgrade, la capitale.

## Historique
- 1926 : fondation du club

Ancien logo

- 1996 : première participation du club à une compétition européenne (phase de groupes de la Coupe Intertoto 1996).
- 1997 : deuxième participation du club à une compétition européenne (phase de groupes de la Coupe Intertoto 1997).
- 2015 : premier titre majeur (Coupe de Serbie) et troisième participation du club à une compétition européenne (premier tour de qualification de la Ligue Europa 2015-2016).

## Bilan sportif

### Palmarès
| Compétitions nationales                                                 |
| ----------------------------------------------------------------------- |
| - Coupe de Serbie (1) : - Vainqueur : 2014-2015 - Finaliste : 2022-2023 |

### Bilan par saison
| Saison    | Championnat | Championnat | Championnat | Championnat | Championnat | Championnat | Championnat | Championnat | Championnat | Championnat | Coupe de Serbie     |
| Saison    | Division    | Pos         | Pts         | J           | V           | N           | D           | BP          | BC          | Diff        | Coupe de Serbie     |
| --------- | ----------- | ----------- | ----------- | ----------- | ----------- | ----------- | ----------- | ----------- | ----------- | ----------- | ------------------- |
| 2006-2007 | 2e          | 2e          | 70          | 38          | 20          | 10          | 8           | 42          | 15          | +27         | Quarts de finale    |
| 2007-2008 | 1re         | 6e          | 40          | 33          | 10          | 10          | 13          | 31          | 32          | -1          | Quarts de finale    |
| 2008-2009 | 1re         | 9e          | 35          | 33          | 9           | 8           | 16          | 30          | 39          | -9          | Seizièmes de finale |
| 2009-2010 | 1re         | 13e         | 32          | 30          | 9           | 5           | 16          | 25          | 46          | +21         | Seizièmes de finale |
| 2010-2011 | 1re         | 16e         | 5           | 30          | 0           | 5           | 25          | 10          | 65          | -55         | Seizièmes de finale |
| 2011-2012 | 2e          | 13e         | 41          | 34          | 10          | 11          | 13          | 31          | 39          | -8          | Seizièmes de finale |
| 2012-2013 | 2e          | 2e          | 67          | 34          | 19          | 10          | 5           | 52          | 27          | +25         | Huitièmes de finale |
| 2013-2014 | 1re         | 4e          | 44          | 30          | 12          | 8           | 10          | 30          | 31          | -1          | Huitièmes de finale |
| 2014-2015 | 1re         | 3e          | 57          | 30          | 16          | 9           | 5           | 48          | 24          | +24         | Vainqueur           |
| 2015-2016 | 1re         | 3e          | 65          | 37          | 19          | 8           | 10          | 48          | 35          | +13         | Huitièmes de finale |
| 2016-2017 | 1re         | 9e          | 52          | 37          | 15          | 7           | 15          | 54          | 49          | +5          | Demi-finales        |
| 2017-2018 | 1re         | 6e          | 57          | 37          | 16          | 9           | 12          | 54          | 44          | +10         | Demi-finales        |
| 2018-2019 | 1re         | 4e          | 66          | 37          | 18          | 12          | 7           | 63          | 36          | +27         | Huitièmes de finale |
| 2019-2020 | 1re         | 6e          | 51          | 30          | 15          | 6           | 9           | 42          | 36          | +6          | Demi-finales        |
| 2020-2021 | 1re         | 3e          | 74          | 38          | 22          | 8           | 8           | 69          | 34          | +35         | Huitièmes de finale |
| 2021-2022 | 1re         | 3e          | 60          | 37          | 15          | 15          | 7           | 54          | 34          | +20         | Seizièmes de finale |
| 2022-2023 | 1re         | 3e          | 75          | 37          | 23          | 6           | 8           | 65          | 38          | +27         | Finale              |

Légende
- Vainqueur de la compétition.
- Finaliste ou vice-champion de la compétition.
- Troisième de la compétition.
- Promotion en division supérieure.
- Relégation en division inférieure.

### Bilan européen
Légende
- Victoire ou qualification pour le tour suivant
- Match nul
- Défaite ou élimination de la compétition

Note : dans les résultats ci-dessous, le score du club est toujours donné en premier.
| Saison    | Compétition             | Tour             | Club                    | Domicile | Extérieur | Total     |
| --------- | ----------------------- | ---------------- | ----------------------- | -------- | --------- | --------- |
| 1996      | Coupe Intertoto         | Groupe 9         | Spartak Trnava          | N/A      | 0 - 3     | Cinquième |
| 1996      | Coupe Intertoto         | Groupe 9         | Daugava Riga            | 1 - 3    | N/A       | Cinquième |
| 1996      | Coupe Intertoto         | Groupe 9         | Karlsruher SC           | N/A      | 0 - 3     | Cinquième |
| 1996      | Coupe Intertoto         | Groupe 9         | Universitatea Craiova   | 1 - 2    | N/A       | Cinquième |
| 1997      | Coupe Intertoto         | Groupe 10        | FC Groningue            | N/A      | 0 - 1     | Troisième |
| 1997      | Coupe Intertoto         | Groupe 10        | Gloria Bistrița         | 3 - 2    | N/A       | Troisième |
| 1997      | Coupe Intertoto         | Groupe 10        | Montpellier HSC         | N/A      | 1 - 3     | Troisième |
| 1997      | Coupe Intertoto         | Groupe 10        | Spartak Varna           | 3 - 0    | N/A       | Troisième |
| 2014-2015 | Ligue Europa            | Premier tour Q   | UE Sant Julià           | 4 - 0    | 0 - 0     | 4 - 0     |
| 2014-2015 | Ligue Europa            | Deuxième tour Q  | SV Grödig               | 0 - 4    | 2 - 1     | 2 - 5     |
| 2015-2016 | Ligue Europa            | Premier tour Q   | NK Domžale              | 0 - 0    | 1 - 0     | 1 - 0     |
| 2015-2016 | Ligue Europa            | Deuxième tour Q  | Qabala FK               | 1 - 0    | 0 - 2     | 1 - 2     |
| 2016-2017 | Ligue Europa            | Premier tour Q   | Ordabasy Chimkent       | 3 - 0    | 3 - 3     | 6 - 3     |
| 2016-2017 | Ligue Europa            | Deuxième tour Q  | Videoton FC             | 1 - 1    | 0 - 2     | 1 - 3     |
| 2019-2020 | Ligue Europa            | Premier tour Q   | Banants Erevan          | 3 - 0    | 5 - 0     | 8 - 0     |
| 2019-2020 | Ligue Europa            | Deuxième tour Q  | Molde FK                | 1 - 3    | 0 - 0     | 1 - 3     |
| 2021-2022 | Ligue Europa Conférence | Deuxième tour Q  | FK Sumgayit             | 0 - 0    | 2 - 0     | 2 - 0     |
| 2021-2022 | Ligue Europa Conférence | Troisième tour Q | Hammarby IF             | 3 - 1    | 1 - 5     | 4 - 6     |
| 2022-2023 | Ligue Europa Conférence | Deuxième tour Q  | Racing Union Luxembourg | 4 - 1    | 4 - 1     | 8 - 1     |
| 2022-2023 | Ligue Europa Conférence | Troisième tour Q | FC Twente               | 1 - 3    | 1 - 4     | 2 - 7     |
| 2023-2024 | Ligue Europa            | Barrages Q       | Olympiakos              | 0 - 3    | 1 - 3     | 1 - 6     |
| 2023-2024 | Ligue Europa Conférence | Groupe F         | Ferencváros TC          | 1 - 2    | 1 - 3     | Quatrième |
| 2023-2024 | Ligue Europa Conférence | Groupe F         | ACF Fiorentina          | 0 - 1    | 0 - 6     | Quatrième |
| 2023-2024 | Ligue Europa Conférence | Groupe F         | KRC Genk                | 0 - 2    | 0 - 2     | Quatrième |

## Personnalités du club

### Présidents du club
- Dragan Obradović

### Entraîneurs du club
| - Karlo Dobrijević - Franjo Giler - Dragan Okuka (1996 - 1997) - Borislav Raduka (2000) - Nikola Marjanović (2000) - Miloljub Ostojić (2001) - Goran Stevanović (2001) - Borislav Raduka (2001) - Miroslav Vukašinović (2001 - 2002) - Željko Simović (2002 - 2003) - Borislav Raduka (2003) - Branko Babić (2003 - 2004) - Mihailo Ivanović (2004) - Nikola Rakojević (2004 - 2005) | - Borislav Raduka (2005) - Zoran Popović (2005 - 2006) - Branko Babić (2006 - 2007) - Vladan Milojević (2007) - Dragoslav Stepanović (2007 - 2008) - Srđan Golović (2008) - Dejan Đurđević (2008 - 2009) - Miloljub Ostojić (2009) - Srđan Vasiljević (2009 - 2010) - Simo Krunić (2010) - Aleksandar Jović (2010) - Vladimir Romčević (2010 - 2011) - Dragan Lacmanović (2011) - Borislav Raduka (2011 - 2012) | - Vladan Milojević (2012 - 2015) - Zoran Popović (2015 - 2016) - Milan Lešnjak (2016) - Nenad Mirosavljević (2016) - Gordan Petrić (2016) - Nenad Lalatović (2016 - 2018) - Nenad Mirosavljević (2018) - Simo Krunić (2018 - 2019) - Aleksandar Veselinović (2019 - 2020) - Dušan Đorđević (2020 - 2021) - Saša Ilić (2021 - 2022) - Milan Lešnjak (2022 - ) |  |

### Joueurs du club

#### Anciens joueurs du club
- Aleksandar Kolarov
- Predrag Brzaković
- Nenad Nikolić

#### Effectif actuel du club[Quand?]
,
| N° | Nat.                  | Poste | Nom du joueur         |
| -- | --------------------- | ----- | --------------------- |
| 1  | Drapeau de la Serbie  | G     | Nemanja Belić         |
| 5  | Drapeau de la Serbie  | M     | Marko Docić           |
| 6  | Drapeau de la Serbie  | D     | Miladin Stevanović    |
| 7  | Drapeau de la Serbie  | A     | Ognjen Mudrinski      |
| 8  | Drapeau du Monténégro | M     | Darko Zorić           |
| 10 | Drapeau de la Serbie  | M     | Petar Bojić           |
| 11 | Drapeau de la Serbie  | A     | Marko Šarić           |
| 12 | Drapeau de la Serbie  | G     | Đorđe Petrović        |
| 17 | Drapeau de la Serbie  | A     | Milutin Vidosavljević |
| 19 | Drapeau du Ghana      | M     | Samuel Owusu          |
| 21 | Drapeau de la Serbie  | M     | Darko Puškarić        |
| 22 | Drapeau de la Serbie  | M     | Luka Stojanović       |

| No. | Nat.                             | Position | Nom du joueur                            |
| --- | -------------------------------- | -------- | ---------------------------------------- |
| 23  | Drapeau de la Serbie             | D        | Miroslav Bogosavac                       |
| 25  | Drapeau de la Serbie             | D        | Đorđe Šošević                            |
| 26  | Drapeau de la Serbie             | D        | Đorđe Đurić                              |
| 27  | Drapeau de la Bosnie-Herzégovine | A        | Milan Savić                              |
| 28  | Drapeau de la Bosnie-Herzégovine | M        | Nenad Kiso                               |
| 32  | Drapeau de la Serbie             | A        | Kosta Aleksić                            |
| 33  | Drapeau de la Serbie             | M        | Aleksandar Đorđević                      |
| 35  | Drapeau de la Serbie             | G        | Novak Mićović                            |
| 42  | Drapeau de la Serbie             | G        | Nemanja Stevanović (en prêt du Partizan) |
| 54  | Drapeau de la Serbie             | D        | Stefan Veličković                        |
| 77  | Drapeau de la Bosnie-Herzégovine | M        | Stefan Kovač                             |
| 88  | Drapeau de la Serbie             | M        | Jovan Lukić                              |